# Akira Matsunaga (1914)
Akira Matsunaga (松永 行 Matsunaga Akira, Shizuoka, 21 de setembro de 1914 - Guadalcanal, 20 de janeiro de 1943), foi um futebolista japonês que atuava como atacante.
Apesar de muito veloz, Akira não se interessou pelo atletismos e foi jogar futebol. Ele começou jogando em equipes das instituições escolares que frequentou. Quando na Universidade, conseguiu jogar na seleção japonesa, estreando contra a China em 1930.
Foi selecionado para jogar pelo Japão nos Jogos Olímpicos de Berlim, em 1936, tendo participado de duas partidas. Com a eclosão da Segunda Guerra Mundial, juntou-se ao Exército do Japão, integrando o 230º. Regimento de Infantaria.Faleceu durante a Batalha de Guadalcanal, nas Ilhas Salomão.

## Hall da Fama  da Associação de Futebol do Japão
A equipe da Associação de Futebol do Japão que disputou os Jogos Olímpicos de Berlim, disputados em 1936, da qual Akira fazia parte, foi incluída no Hall da Fama da Associação.